# 인산화

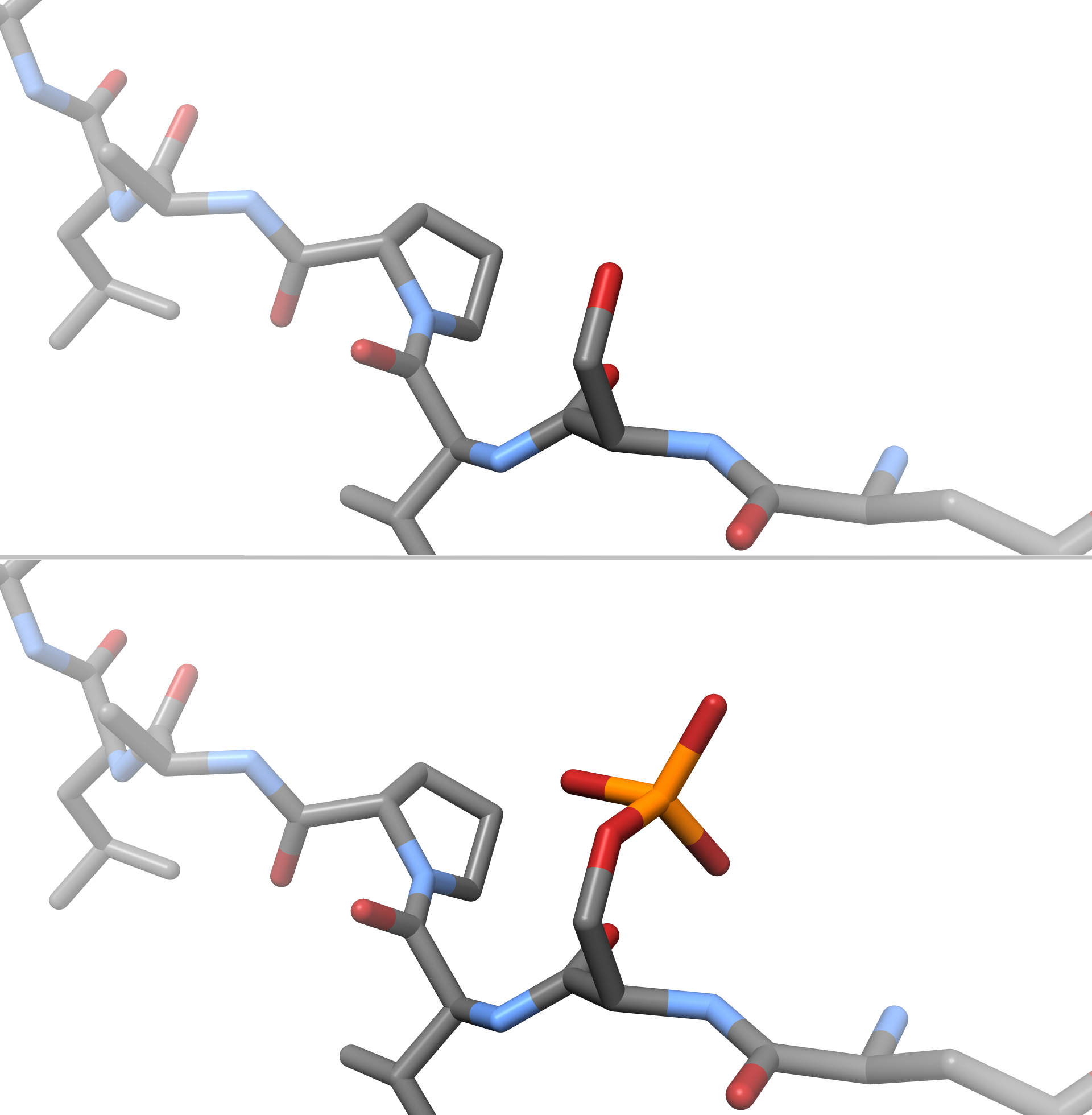
인산화 전후의 아미노산 사슬의 세린

인산화(燐酸化, 영어: phosphorylation)는 화학에서 분자에 인산기를 붙이는 것을 의미한다. 인산화와 그 역반응인 탈인산화는 생물학의 많은 과정에서 중요하다. 단백질 인산화는 기능에 특히 중요하다. 예를 들어 인산화는 사카로미세스 세레비시아(Saccharomyces cerevisiae)에 존재하는 효소의 거의 절반을 활성화(또는 비활성화)하여 기능을 조절한다. 많은 단백질(진핵생물에서 프로테옴의 1/3에서 2/3 사이)은 많은 탄수화물, 지질, 기타 생물학 관련 분자와 마찬가지로 일시적으로 인산화된다.

## 포도당
보통 당의 이화작용의 첫 번째 단계는 당의 인산화이다. 인산화는 분자가 운반체를 통해 다시 확산되어 나가는 것을 인산기가 방지하기 때문에 세포에 당이 축적되도록 한다. 포도당의 인산화는 많은 당들이 더 대사되기 전에 먼저 포도당으로 전환되기 때문에 당 대사의 핵심적인 반응이다.
해당과정의 첫 번째 단계에서 D-포도당이 D-포도당 6-인산으로 전환되는 화학 반응식은 다음과 같다.
D-포도당 + ATP → D-포도당 6-인산 + ADP
ΔG° = −16.7 kJ/mol (° 는 표준 조건에서 측정했음을 나타낸다.)
버밍엄 대학교의 연구원 D. G. 워커는 기니피그 성체에서 포도당을 포도당 6-인산으로 인산화하는 반응을 촉매하는 두 가지 특정 효소의 존재를 확인했다. 이 두 가지 효소는 특이적 글루코키네이스(ADP-D-포도당 6-인산기전이효소) 및 비특이적 헥소키네이스(ATP-D-헥소스 6-인산기전이효소)로 확인되었다.
포도당은 간세포를 자유롭게 투과할 수 있으며, 포도당 인산화의 초기 속도는 간(ATP-D-포도당 6-인산기전이효소) 및 비특이적 헥소키네이스(ATP-D-헥소스 6-인산기전이효소)에 의한 포도당 대사의 속도 제한 단계이다.
글리코젠 생성효소에서 포도당 6-인산의 역할은 다음과 같다. 혈당이 높이면 간, 골격근, 지방 조직에서 포도당 6-인산의 세포 내 농도가 증가한다. 간에서 글리코젠 합성은 혈당 농도와 직접적인 상관 관계가 있으며, 골격근과 지방 세포에서 포도당은 글리코젠 생성효소에 미미한 영향을 미친다. 고혈당은 인슐린을 방출하여 세포막으로 특정 포도당 운반체의 트랜스 위치를 자극한다.
혈당 농도를 조절하는 간의 중요한 역할은 음의 ΔG 값이 특징이며, 이는 이것이 조절 지점임을 나타낸다. 헥소키네이스는 Km이 낮아 포도당에 대한 친화도가 높기 때문에 혈액 내 포도당 수준이 나노 수준인 경우에도 이러한 초기 인산화가 진행될 수 있다.
포도당의 인산화는 과당 6-인산의 결합에 의해 강화될 수도 있고, 과당 1-인산의 결합에 의해 감소될 수도 있다. 음식물로 섭취한 과당은 간에서 과당 1-인산으로 전환된다. 이것은 궁극적으로 정방향으로의 반응을 선호하는 글루코키네이스에 대한 과당 6-인산의 작용을 무효화한다. 과당을 인산화하는 간세포의 능력은 과당 1-인산을 대사하는 능력을 초과한다. 과당을 과도하게 섭취하면 궁극적으로 간대사의 불균형을 초래하여 간세포의 ATP 공급을 간접적으로 고갈시킨다.
효과인자로 작용하는 포도당 6-인산에 의한 알로스테릭 활성화는 글리코젠 생성효소를 자극하고, 포도당 6-인산은 cAMP-자극 단백질 키네이스에 의한 글리코젠 생성효소의 인산화를 억제할 수 있다.
포도당의 인산화는 신체 내 과정에서 필수적이다. 예를 들어 인산화된 포도당은 심장 내 인슐린 의존적 mTOR 경로 활성화에 필요하다. 이것은 또한 중간 대사와 심장 생장 사이의 연관성을 시사한다.

### 해당과정
해당과정은 포도당이 다양한 효소의 도움을 받아 다양한 단계를 거쳐 두 분자의 피루브산으로 분해되는 필수 과정이다. 해당과정은 10단계로 구성되어 있으며, 이 중 인산화되는 단계는 최종 생성물을 얻기 위해 꼭 필요한 단계이다. 인산화는 에너지 투자기(해당과정의 전반부)의 단계 1과 단계 3에서 일어나고, 에너지 회수기(해당과정의 후반부)의 단계 7과 단계 10에서 일어난다.
포도당은 본질적으로 세포 안팎으로 확산될 수 있는 능력이 있는 작은 분자이다. 포도당을 인산화함으로써(음전하를 띠게 하기 위해 인산기를 첨가) 포도당은 포도당 6-인산으로 전환되고 음전하를 띠면서 세포 내에 갇히게 된다. 이 반응은 많은 6원자 고리 구조를 인산화시키는 효소인 헥소키네이스에 의해 촉매된다. 포도당 6-인산은 세포막을 통과할 수 없기 때문에 세포 내에 머물도록 강제된다. 과당 6-인산이 과당 1,6-이중인산으로 전환되는 인산화 반응은 해당과정의 단계 3에서 일어난다. 이 반응은 포스포프럭토키네이스-1에 의해 촉매된다.
에너지 투자기에서 인산화는 ATP가 관여하는 반면, 에너지 회수기에서 인산화는 무기 인산이 관여한다. 글리세르알데하이드 3-인산은 인산화되어 1,3-비스포스포글리세르산을 형성한다. 이 반응은 글리세르알데하이드 3-인산 탈수소효소에 의해 촉매된다. 인산화의 연쇄 효과는 결국 불안정성을 유발하고 효소가 포도당의 탄소 결합을 분해할 수 있도록 한다.
인산화는 해당과정의 매우 중요한 구성 요소로 작용하는 데, 이는 수송, 조절 및 효율성에 도움을 주기 때문이다.

## 단백질 인산화
단백질 인산화는 진핵생물에서 가장 많이 일어나는 번역 후 변형으로 간주된다. 인산화는 포스포다이에스터 결합을 통해 세린, 트레오닌 및 티로신 곁사슬(종종 '잔기'라고도 함)에서, 포스포아미데이트 결합을 통해 히스티딘, 리신 및 아르지닌에서 혼합 무수물 연결을 통해 아스파르트산 및 글루탐산에서 일어날 수 있다. 최근의 증거는 이미다졸 고리의 1번 질소와 3번 질소 모두에서 광범위한 히스티딘 인산화를 확인시켜준다. 최근의 연구는 헬라 세포 추출물에서 인산화된 히스티딘, 아스파르트산, 글루탐산, 시스테인, 아르지닌 및 리신을 함유하는 모티프를 포함한 여러 비표준 아미노산에 대한 광범위한 사람 단백질의 인산화를 보여주고 있다. 그러나 이러한 인산화된 잔기의 화학적 불안정성과 세린, 트레오닌 및 티로신의 인산화와 현저한 대조로 인해 표준 생화학적 질량분석법을 사용하여 인산화된 히스티딘(및 기타 비표준 아미노산)을 분석하는 것은 훨씬 더 어렵고, 고전적인 세린, 트레오닌 및 티로신의 인산화와 함께 보존을 위해 특별한 절차와 분리 기술을 필요로 한다.
생화학에서 단백질 인산화의 중요한 역할은 해당 주제에 대해 발표된 방대한 연구에 의해 설명된다. (2015년 3월을 기준으로 MEDLINE 데이터베이스는 24만건 이상의 문서를 반환하고 있으며, 이는 주로 단백질 인산화에 관한 것이다.)

## ATP
세포의 "고에너지" 교환 매체인 ATP는 산화적 인산화를 통해 ADP에 세 번째 인산기를 첨가하여 미토콘드리아에서 합성된다. ATP는 또한 해당과정에서 기질수준 인산화에 의해서도 합성된다. ATP는 식물세포의 엽록체에서 태양 에너지를 이용한 광인산화에 의해서도 합성된다.

## 같이 보기
- 탈인산화
- 단백질 인산화
- 부분 보존
- 포시다
- 포스포아미노산 분석
- RegPhos